# Bacino del Paraná

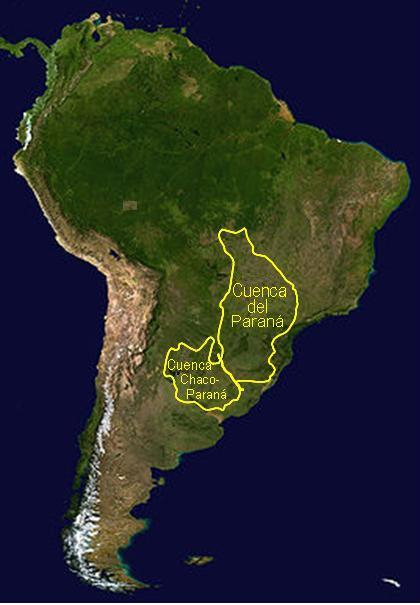
Localizzazione del bacino del Paraná nell'America del Sud.

Il bacino del Paraná (in lingua portoghese: Bacia do Paraná, in lingua spagnola: Cuenca Paraná) è un vasto bacino sedimentario di origine cratonica situato nella parte centro-orientale del Sud America. Circa il 75% della sua distribuzione areale si trova nel Brasile, compresa tra gli stati del Mato Grosso e del Rio Grande do Sul. La parte rimanente è distribuita tra il Paraguay orientale, l'Argentina nordorientale e l'Uruguay settentrionale. 
La depressione ha una forma grossolanamente ellittica e si estende su di un'area di 1.500.000 di km2.
Il bacino deriva il suo nome dal grande fiume Paraná che scorre lungo l'asse centrale della depressione e di cui costituisce anche il bacino idrografico.

## Descrizione
Il bacino del Paraná si estende dallo stato brasiliano del Mato Grosso a nord, fino alla parte settentrionale dell'Argentina e dell'Uruguay a sud. In Uruguay la porzione meridionale del bacino è chiamata localmente Cuenca Norte.

### Studi pionieristici

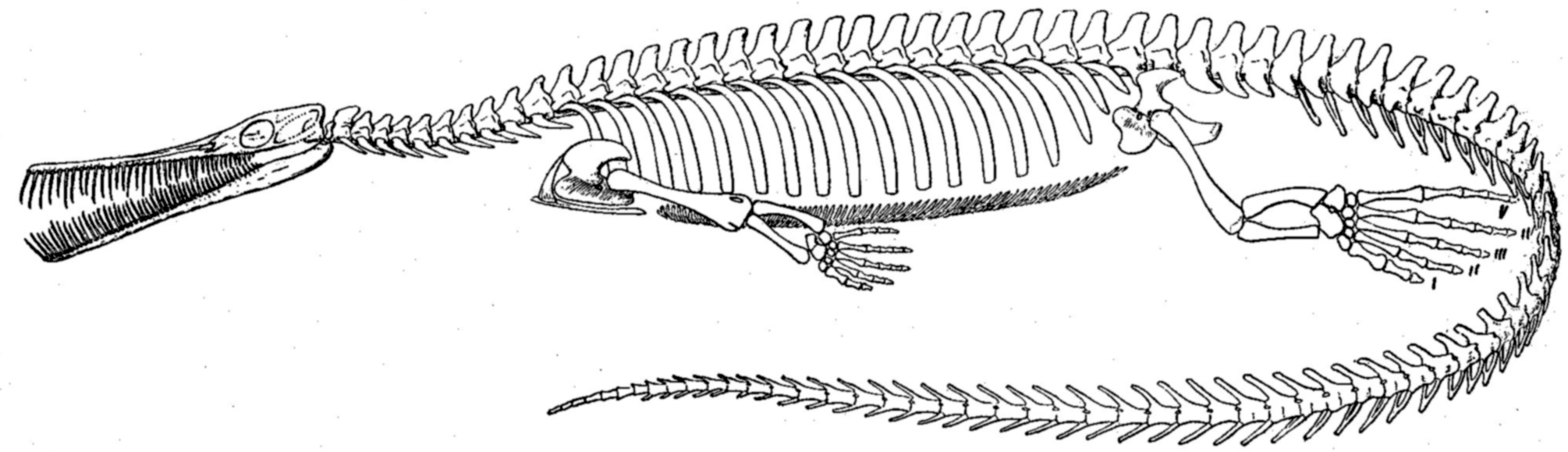
Scheletro di Mesosaurus (ricostruzione di MacGregor, 1908)

I primi studi sul bacino del Paraná risalgono al 1841, nel corso di una missione governativa brasiliana alla ricerca di giacimenti di carbone. Il punto di svolta nella conoscenza geologica del bacino avvenne nel 1908 con la pubblicazione del "White Report" del geologo americano Israel C. White, a capo della "Comissão de Estudos das Minas de Carvão de Pedra do Brasil" (Commissione di studio delle miniere di carbon fossile del Brasile). Uno dei maggiori risultati di questi studi, oltre al ritrovamento del carbone, fu la scoperta di fossili di Mesosaurus risalenti al Permiano negli scisti della formazione Irati, e di fossili di piante di Glossopteris negli strati di carbone. White fu uno dei primi a proporre l'equivalenza tra gli strati del Permiano del Sud America e le rocce simili del bacino del Karoo in Sudafrica che contribuirono al successivo sviluppo della teoria della deriva dei continenti.

### Evoluzione del bacino
Il bacino si sviluppò durante il Paleozoico e il Mesozoico e presenta una serie di reperti sedimentari che comprendono rocce che vanno dall'Ordoviciano al Cretacico, coprendo quindi l'intervallo di tempo che va tra 460 e 66 milioni di anni fa. Lo spessore massimo della coltre sedimentaria raggiunge i 7.000 m nella parte centrale della depressione ed è composto di rocce sedimentarie e rocce magmatiche.
La coltre sedimentaria si estende su varie province geologiche del Precambriano: il cratone del Río de la Plata, la provincia Mantiqueira, il cratone Luis Alves, la provincia Tocantins e il blocco Paranapanema. Quest'ultimo si differenzia dagli altri in quanto è completamente ricoperto dai sedimenti del bacino ed è pertanto poco conosciuto.
Il bacino del Paraná è un tipico bacino di fessurazione intracratonica, anche se durante il Paleozoico era un ampio golfo che si affacciava a sudovest. La genesi del bacino è legata alla convergenza tra i margini del supercontinente Gondwana e la crosta oceanica del precedente oceano Pantalassa. Durante l'orogenesi paleozoica della Gondwana, il bacino si formò come bacino di avampaese.